# Ghiaccio XVII
Il ghiaccio XVII è una fase metastabile di acqua solida che si ottiene da un idrato di idrogeno a seguito per rilascio di questo gas. È stata scoperta e caratterizzata nel 2016

## Produzione

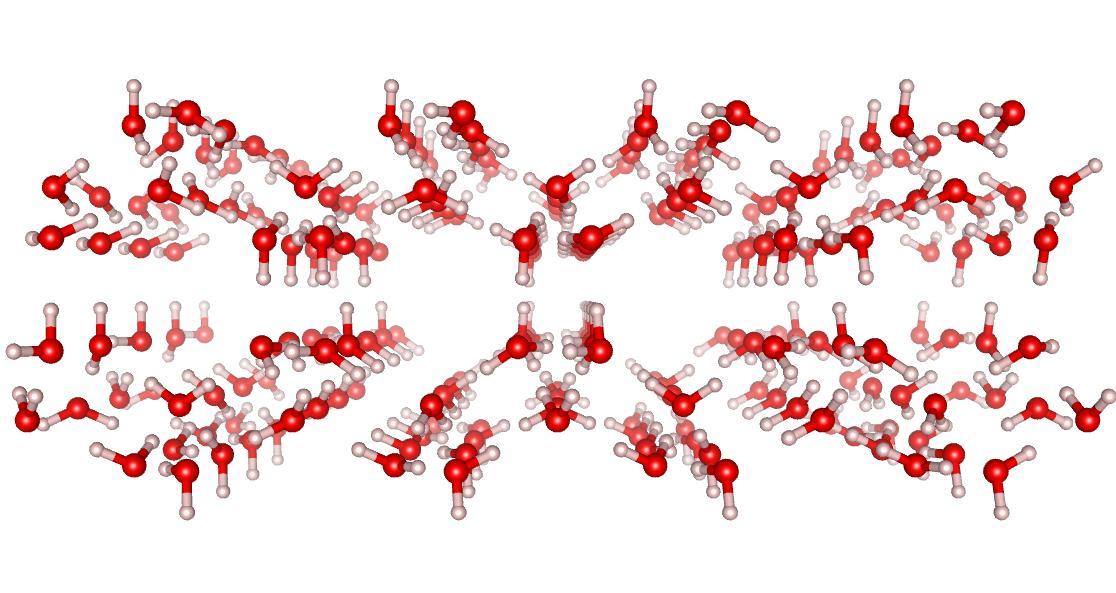
Disegno schematico della struttura molecolare del ghiaccio XVII (generato con il software VESTA)

L'acqua forma idrati solidi con diversi gas, tra cui l'idrogeno molecolare (Diidrogeno). Con questo gas, a pressioni dell'ordine di 400 MPa (4 kbar) ed intorno a 0 °C, forma la cosiddetta fase C0, un solido composto da acqua e idrogeno molecolare. Una volta prodotto ad alta pressione, il solido nella fase C0 può essere portato a pressione ambiente, senza che la sua struttura cambi, purché mantenuto a una temperatura molto bassa, tipicamente quella dell'azoto liquido (77 K). Aumentando la temperatura fino a circa 110 - 120 K e mantenendo il materiale in vuoto, l'idrogeno viene rilasciato ed il solido risultante, che contiene solo molecole di acqua, non collassa e costituisce una particolare fase di ghiaccio. Il ghiaccio XVII così ottenuto è metastabile fino a 130-140 K.

## Proprietà e struttura
Il ghiaccio XVII può assorbire e rilasciare ripetutamente idrogeno ed altri gas, mostrando una maggiore o minore isteresi, a seconda della temperatura del processo. La sua struttura è particolare, diversa in molti aspetti da quella degli altri ghiacci. Come in tutti i tipi di ghiaccio, le molecole di acqua sono legate da legami ad idrogeno a formare dei tetraedri, ma nel ghiaccio XVII ogni molecola è parte di un anello che contiene cinque molecole, a differenza del ghiaccio ordinario dove le molecole sono legate in anelli esagonali. Più strana è la sua struttura chirale: nel solido sono presenti canali vuoti a spirale, con diametro di circa 5.3 Å, che possono ospitare molecole di vari gas.